# Purpose (film)
Purpose  è un film del 2002 diretto da Alan Lazar.

## Trama
A San Francisco, John Elias,  che ha abbandonato il college, è determinato a creare la sua attività su Internet chiamata Digital Dreams, basata sulla sua visione di costruire una comunicazione migliore e più veloce per l'umanità.
Una volta guadagnato il suo primo milione, John viene presto distratto dall'avidità, abbandonando le sue intenzioni iniziali.